# Habte Gijorgis
Habte Gijorgis, amhar. ፊታውራሪ ሀብተጊዮርጊስ ዲነግዴ (ur. pomiędzy 1850 a 1852, zm. w 1927), etiopski głównodowodzący armii, minister wojny za panowania Menelika II, Iyasu V, Zauditu i Hajle Syllasje (1909–1927). Przeciwnik reform zarządzanych przez Teferiego Mekonnyna (późniejszego cesarza Hajle Syllasje).
Most w Oromii i ulica w Addis Abebie są nazwane jego imieniem.